# Raiffeisenbank „Nahe“
Die Raiffeisenbank „Nahe“ eG ist eine Genossenschaftsbank mit Sitz in der rheinland-pfälzischen Gemeinde Fischbach (bei Idar-Oberstein) im Landkreis Birkenfeld.

## Geschichte
Die heutige Raiffeisenbank „Nahe“ eG (lt. GnR Raiffeisenbank „Nahe“) wurde am 20. November 1896 gegründet und fusionierte letztmals im Jahr 2002 mit der Raiffeisenbank Niederbrombach eG mit Sitz in Niederbrombach.
In den Vorjahren fanden bereits Fusionen mit der Raiffeisenkasse Niederhosenbach e.G. mit Sitz in Niederhosenbach (1988), der Raiffeisenkasse eG Hennweiler mit Sitz in Hennweiler (1977), der Raiffeisenkasse e.G.m.b.H. in Sien/Nahe mit Sitz in Sien und der Raiffeisenkasse Kappeln e.G.m.b.H mit Sitz in Kappeln (beide 1971), der Raiffeisenkasse eGmbH Oberreidenbach mit Sitz in Oberreidenbach und der Raiffeisenkasse Bärenbach eGmbH mit Sitz in Bärenbach (beide 1969) und der Raiffeisenkasse e.G.m.b.H. Niederwörresbach mit Sitz in Niederwörresbach sowie der Raiffeisenkasse e.G.m.b.H. Veitsrodt mit Sitz in Veitsrodt (beide 1968) statt.
Die Spar- und Darlehnskasse eGmbH in Bergen bei Kirn mit Sitz in Bergen fusionierte im Jahr 1970 mit der Raiffeisenkasse eGmbH Niederhosenbach und die Raiffeisenkasse Leisel e.G.m.b.H mit dem Sitz in Leisel im Jahr 1969 mit der Raiffeisenkasse Niederbrombach e.G.m.b.H.

## Rechtsverhältnisse
Die Raiffeisenbank „Nahe“ eG ist im Genossenschaftsregister beim Amtsgericht Bad Kreuznach unter GnR 10139 eingetragen.

## Organisationsstruktur
Rechtsgrundlagen sind das Genossenschaftsgesetz und die durch die Generalversammlung beschlossene Satzung. Organe der Bank sind der Vorstand, der Aufsichtsrat und die Generalversammlung.

## Sicherungseinrichtung
Die Raiffeisenbank „Nahe“ eG ist der amtlich anerkannten Sicherungseinrichtung des Bundesverbandes der Deutschen Volksbanken und Raiffeisenbanken GmbH und der zusätzlichen freiwilligen Sicherungseinrichtung des Bundesverbandes der Deutschen Volksbanken und Raiffeisenbanken e.V. angeschlossen.

## Geschäftsausrichtung
Die Raiffeisenbank „Nahe“ eG betreibt das Universalbankgeschäft. Im Verbundgeschäft arbeitet sie mit der DZ Bank, R+V Versicherung, Bausparkasse Schwäbisch Hall, Teambank, VR Leasing, DZ Hyp und der Union Investment zusammen.

## Geschäftsgebiet
Das Geschäftsgebiet liegt im Nordosten des Landkreises Birkenfeld sowie im Landkreis Kusel.
An diesen Orten betreibt die Bank Filialen:
- Fischbach (Hauptstelle, jur. Sitz)
- Veitsrodt (Geschäftsstelle)
- Sien (Geschäftsstelle)
- Kappeln (Geschäftsstelle)
- Herrstein (Geschäftsstelle)
- Leisel (Geschäftsstelle)
- Niederbrombach (Geschäftsstelle)